# Середня пуща
Середня пуща — лісовий масив у Верхньодвінському районі Вітебської області.